# すてきなサンデー (アルバム)
| 専門評論家によるレビュー | 専門評論家によるレビュー |
| レビュー・スコア         | レビュー・スコア         |
| 出典                     | 評価                     |
| ------------------------ | ------------------------ |
| AllMusic                 | [ 1 ]                    |

『すてきなサンデー』（Buster）は、バスターが1977年にリリースしたファースト・アルバムで、国際的に各国でリリースされた唯一のアルバム。本国イギリスのほか、ドイツ、オーストラリア、日本で各国盤がリリースされた。収録曲には、いち早く1976年6月に全英シングルチャートで最高49位となり、翌1977年に日本でリリースされると洋楽チャートで1位となった「すてきなサンデー」(Sunday) や、イギリス、ドイツ、日本でシングル化され、日本でヒットした「恋はO.K.!」(Love Rules) などがあった。

## トラックリスト
以下のトラック番号は、Air Mail Archive による2008年のCDにおけるもので、1-6がLP盤A面、7-12がLP盤B面、13-16がCDのみのボーナス・トラックである。なお、CD版は2021年11月26日より主要音楽配信サイトにてデジタル配信されている。
1. ウィ・ラブ・ガールズ (We Love Girls)/Scott-Wolfe
2. 恋のサタデイ・ナイト (Saturday Night)/Scott-Wolfe
3. キミを歌いたい (I Was Born To Sing Your Song)/Neale-Marchand
4. すてきな足にひと目ぼれ (Pretty Legs)/Scott-Wolfe
5. デイブレイク (Daybreak)/Fennah-Leay
6. ワイルドで行こう (Born To Be Wild)/M.Bonfire
7. 恋はO.K.! (Love Rules)/Scott-Wolfe
8. 彼女をひとり占め (She's My Girl)/Scott-Wolfe
9. 恋はおバカさん (I'm A Fool)/Scott-Wolfe
10. あの娘におせっかい (Listen To What The Man Said)/McCartney
11. すてきなサンデー (Sunday)/Scott-Wolfe
12. ウィ・ラブ・ガールズ (リプライズ) (We Love Girls (Reprise))
13. ビューティフル・チャイルド (Beautiful Child)/Scott-Wolfe
14. フー・トールド・ユー (Who Told You)/Scott-Wolfe
15. ウィ・ラブ・ガールズ ―ロック・ヴァージョン― (We Love Girls -Rock Version-)
16. 恋はO.K.! ―ロック・ヴァージョン― (Love Rules -Rock Version-)